# Kargow
Kargow ist eine Gemeinde im Landkreis Mecklenburgische Seenplatte in Mecklenburg-Vorpommern (Deutschland). Sie wird vom Amt Seenlandschaft Waren mit Sitz in der Stadt Waren (Müritz) verwaltet.

## Geografie

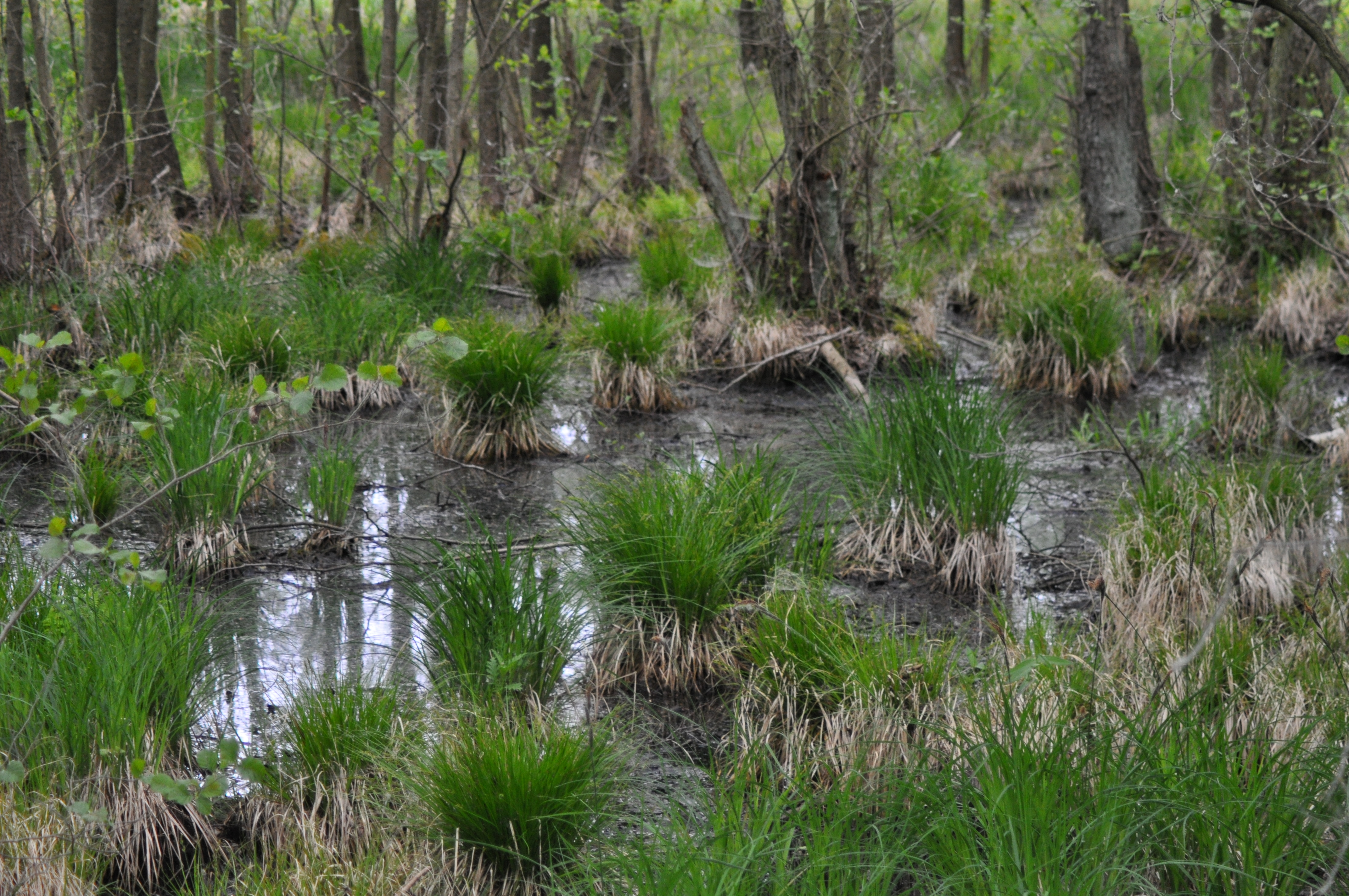
Moorlandschaft Röbelscher Wald

Das Gemeindegebiet Kargows im Herzen der Mecklenburgischen Seenplatte liegt zu großen Teilen im Müritz-Nationalpark. Südöstlich von Waren (Müritz) gelegen, umfasst das Gebiet weite Wälder, Moore und Seen, von denen der Hofsee, der Specker See und der Priesterbäker See hervorzuheben wären. Das teils hügelige Gelände erreicht im Käflingsberg mit 100,2 Metern ü. NN den höchsten Punkt. Nur wenige hundert Meter westlich des Dorfes Kargow entspringt die Ostpeene, in der Nachbargemeinde Ankershagen befindet sich die Havelquelle.
Umgeben wird Kargow von den Nachbargemeinden Torgelow am See im Norden, Schloen-Dratow im Nordosten, Kratzeburg im Südosten, Rechlin im Süden sowie Waren (Müritz) im Westen.
Zu Kargow gehören die Ortsteile Damerow, Federow, Godow, Rehhof, Schwarzenhof und Speck.

## Geschichte

### Kargow
Hügelgräber aus der Bronzezeit deuten auf eine frühe Besiedlung im Bereich nordöstlich der Müritz. Die ursprünglich von Slawen besiedelten Ortschaften Kargow und Federow bestehen seit dem 13. Jahrhundert.
Ende der 1920er Jahre besaß das Rittergut Kargow der Dominalrat Richard Neumann, Rittmeister a. D. mit Wohnsitz in Neubrandenburg. Das Gut bestand aus 1310 ha Land. Drei Anteile waren in Erbpacht gegeben. Als Verwalter fungierte Max Neumann. Zum Gutsbetrieb gehörte eine Brennerei, eine Pachtfischerei, eine Schmiede sowie eine Kartoffel-Trocknungsanlage. In Kargow bestanden jener Zeit der Erbpachthof 1 der Familie W. Knöchel mit 31 ha und der Hof Nr. 3 mit Charlottenhof, 31 ha, der Familie J. Luplow. Kargow Bauerfeld war Eigentum von Hans Kindt.
Vom 7.–24. Juli 1934 verbrannten 1500 ha Wald südöstlich von Kargow im Nationalparkgelände. Nach dem Zweiten Weltkrieg richtete (deshalb) hier die Rote Armee einen Panzerschießplatz ein. Heute ist das Gebiet munitionsbelastet.
Neben der traditionell dominierenden Landwirtschaft prägt heute der Nationalpark-Tourismus zunehmend das Bild der Orte in Kargow. 1998 wurde das Nationalpark-Informationsgebäude in Federow eröffnet.

### Speck
Gutsbesitzer waren u. a. die Familien von Holstein (bis ins 18. Jh.), von Rohr und seit 1806 von Haugwitz. Diese alte meißnische Adelsfamilie bildete eine genealogische Familienlinie Speck heraus, beginnend mit dem Forstrat Karl Wilhelm von Haugwitz-Reichenau. Dessen Sohn Alfred von Haugwitz-Speck (1807–1874) war mit der Gutsbesitzerstochter Luise von Ferber-Melz verheiratet. Erbe der 3500 ha großen Guts wurde der großherzoglich mecklenburg-strelitzsche Kammerherr Edmund von Haugwitz; seine Ehefrau Beatrice Hodnet, verwitwete Lady Inglefield, stammte aus London, das Paar lebte zeitweise in Paris und in Großbritannien. Jüngster Vertreter vor Ort war der 1897 in London geborene Sohn Carl Otto (Karl Odo) von Haugwitz. Er lebte später mit seiner zweiten Ehefrau in seiner Geburtsstadt. Sein Besitz umfasste nach dem 1928 letztmals amtlich publizierten Landwirtschaftlichen Adressbuch Mecklenburg 3429 ha, davon 2400 ha Waldbesitz. Es wurde auch ein kleinerer landwirtschaftlicher Betrieb unterhalten, unter anderem mit 150 Schafen und 60 Stück Rindvieh. Zum alten Lehngut Speck gehörten der Rehhof und der Röbelsche Wald, verwaltet von H. Bühr. Des Weiteren waren 1091 ha Anteile in Ahrenshorst, gepachtet von C. M. Luckenwalde, sowie Specker Horst, unterverpachtet an P. Hertrampf. Die Flächen in Kratzeburg betreute E. Moss, Waldhaus Weissensee mit 1792 ha Freiherr von Gregory. Letzter Eigentümer war der Verleger und preußische Staatsrat Kurt Herrmann (1929–1945). Das unter Herrmann als neues Herrenhaus erbaute Jagdschloss Speck stammt von 1937, es war 1945 sowjetischen Kommandantur, dann Flüchtlingsunterkunft, Sitz der Forstverwaltung ab 1954 Erholungsheim (für Grenzpolizei und NVA) und von 1991 bis 1998 Nationalparkamt, danach wurde es an einen privaten Eigentümer verkauft.

## Politik

### Gemeindevertretung und Bürgermeister
Der Gemeinderat besteht (inkl. Bürgermeister) aus acht Mitgliedern. Die Wahl zum Gemeinderat am 26. Mai 2019 hatte folgende Ergebnisse:
| Partei/Bewerber       | Prozent | Sitze |
| --------------------- | ------- | ----- |
| CDU                   | 68,34   | 5     |
| Die Linke             | 21,08   | 2     |
| Einzelbewerberin Ölke | 6,05    | 1     |

Bürgermeister der Gemeinde ist Matthias Kagel (CDU), er wurde mit 52,42 % der Stimmen gewählt.

### Wappen
| Wappen von Kargow | Blasonierung: „In Blau ein abgerissener goldener Adlerkopf über zwei schräg gekreuzten goldenen Ähren mit sieben schwarzen Grannen.“ |
| Wappen von Kargow | Wappenbegründung: In dem Wappen soll der Adlerkopf den Müritz-Nationalpark als eines der letzten Rückzugsgebiete für die vom Aussterben bedrohten See- und Fischadler symbolisieren. Die Ähren stehen für die seit jeher bedeutende Landwirtschaft, insbesondere den Getreideanbau. Das Wappen und die Flagge wurde von dem Schweriner Heraldiker Heinz Kippnick gestaltet. Es wurde zusammen mit der Flagge am 4. April 2005 durch das Ministerium des Innern genehmigt und unter der Nr. 295 der Wappenrolle des Landes Mecklenburg-Vorpommern registriert. |

### Flagge
Die Flagge ist quer zur Längsachse des Flaggentuchs von Blau, Gelb und Blau gestreift. Die blauen Streifen nehmen je ein Viertel, der gelbe Streifen nimmt die Hälfte der Länge des Flaggentuchs ein. In der Mitte des gelben Streifens liegt das Gemeindewappen, das zwei Drittel der Höhe des Flaggentuchs einnimmt. Die Höhe des Flaggentuchs verhält sich zur Länge wie 3:5.

### Dienstsiegel
Das Dienstsiegel zeigt das Gemeindewappen mit der Umschrift „GEMEINDE KARGOW“.

## Sehenswürdigkeiten

### Im Kernort Kargow

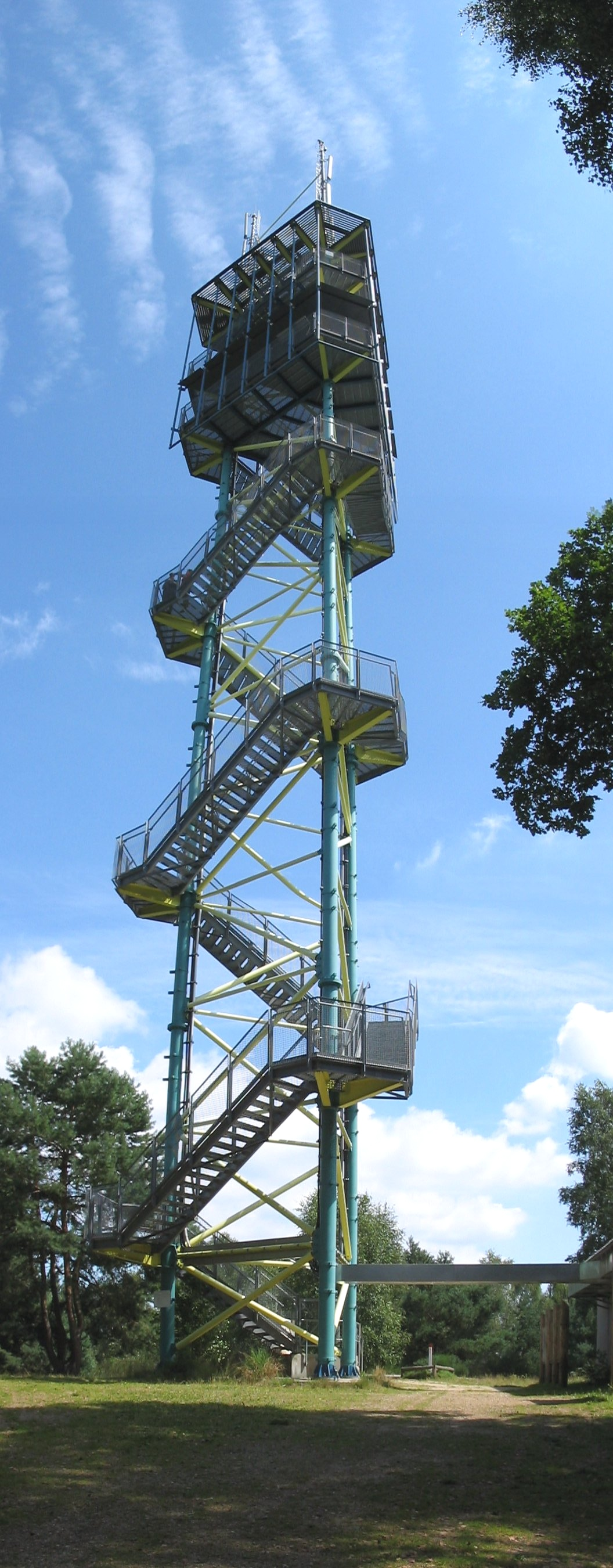
Käflingsbergturm bei Speck

- Dorfkirche, Ende 13. Jahrhundert, Feldsteinsaal mit Backsteingewänden
- Gutshaus

### In Federow
- Dorfkirche, 13. Jahrhundert, Feldsteinbau mit Backsteinelementen, seit 2006 als erste deutsche Hörspielkirche genutzt. Den Sommer über gibt es nachmittags Hörspiele für Kinder und am Abend für Erwachsene.[11]

### Zwischen Federow und Schwarzenhof
- Stromleitungsmast mit einem Fischadlerhorst. Eine am Horst installierte Kamera ermöglicht die Beobachtung im Nationalpark-Informationsgebäude in Federow.

### In und bei Speck
- Käflingsbergturm nahe dem Ortsteil Speck. Die Aussichtsplattform des 55 Meter hohen Turms liegt ca. 70 Meter über dem Spiegel der etwa fünf Kilometer entfernten Müritz.
- Specker Jagdschloss[12] (in Privatbesitz). Der heutige, im Jahr 1937 durch den Leipziger Großverleger Kurt Herrmann errichtete Bau befindet sich in einem schlechten baulichen Zustand und kann nicht besichtigt werden.
- historistische Kirche (erbaut 1876/77).
- Dorfkrug
- Schmiede
- Zwei Gräber auf dem Friedhof von polnischen (nach anderen Angaben sowjetischen) Zwangsarbeitern, die nicht gepflegt werden.

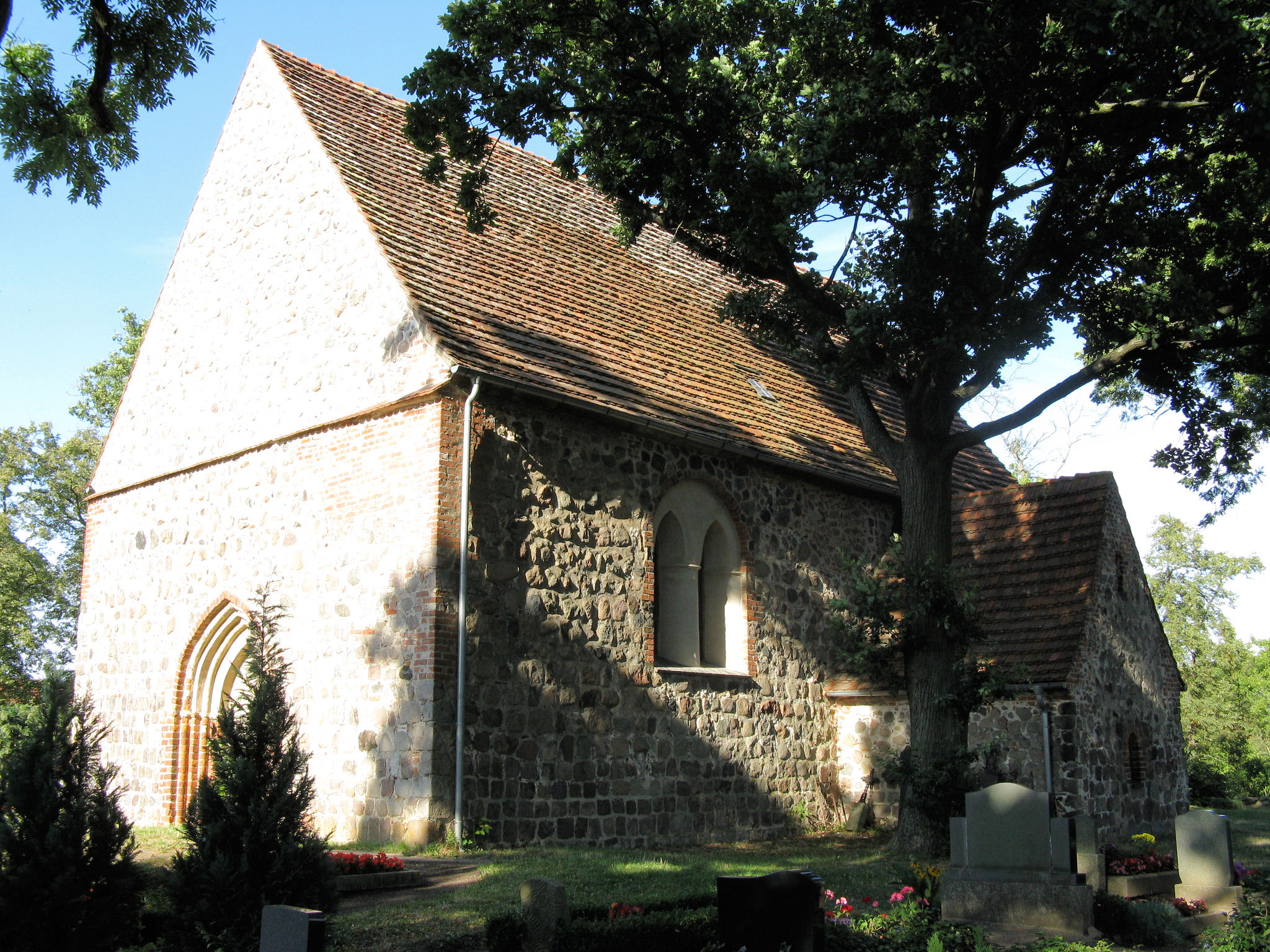
Kirche Kargow
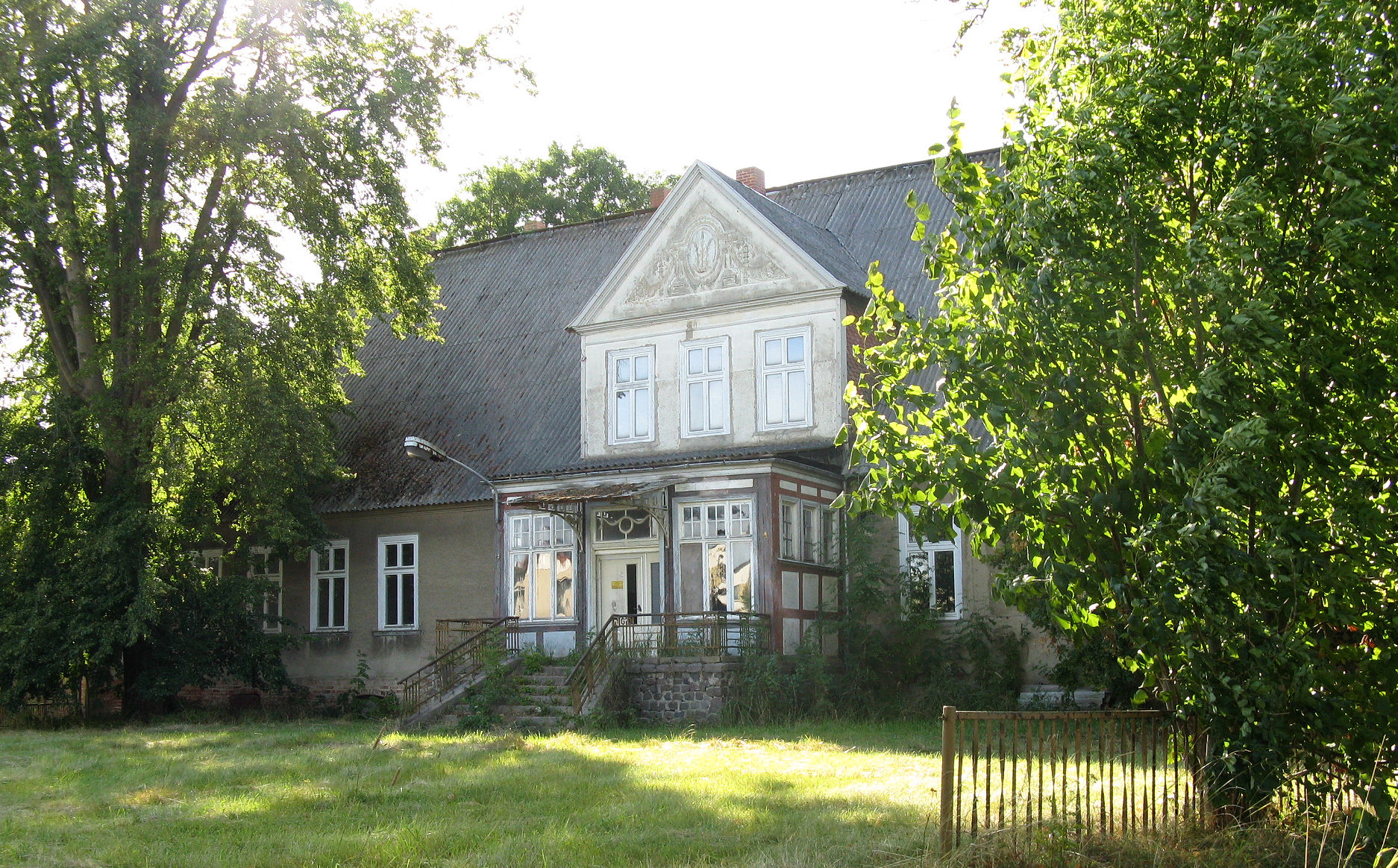
Gutshaus Kargow
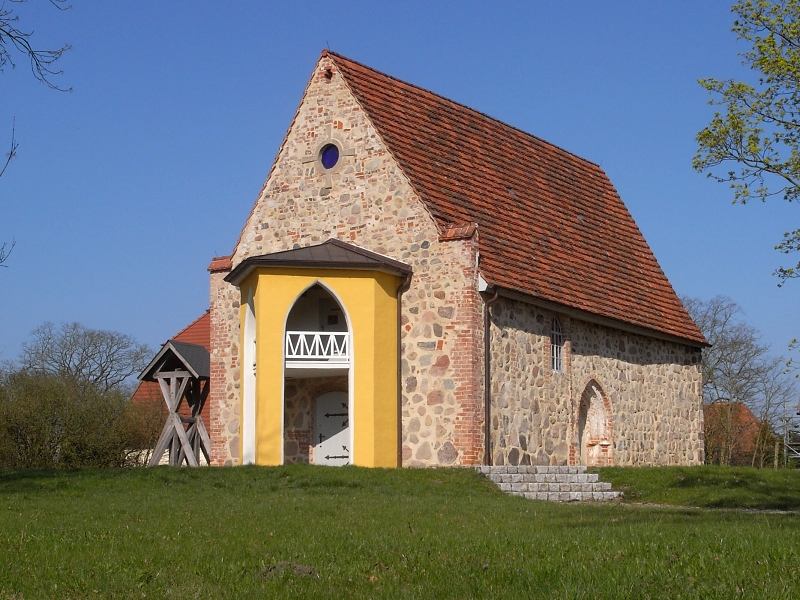
Hörspielkirche Federow
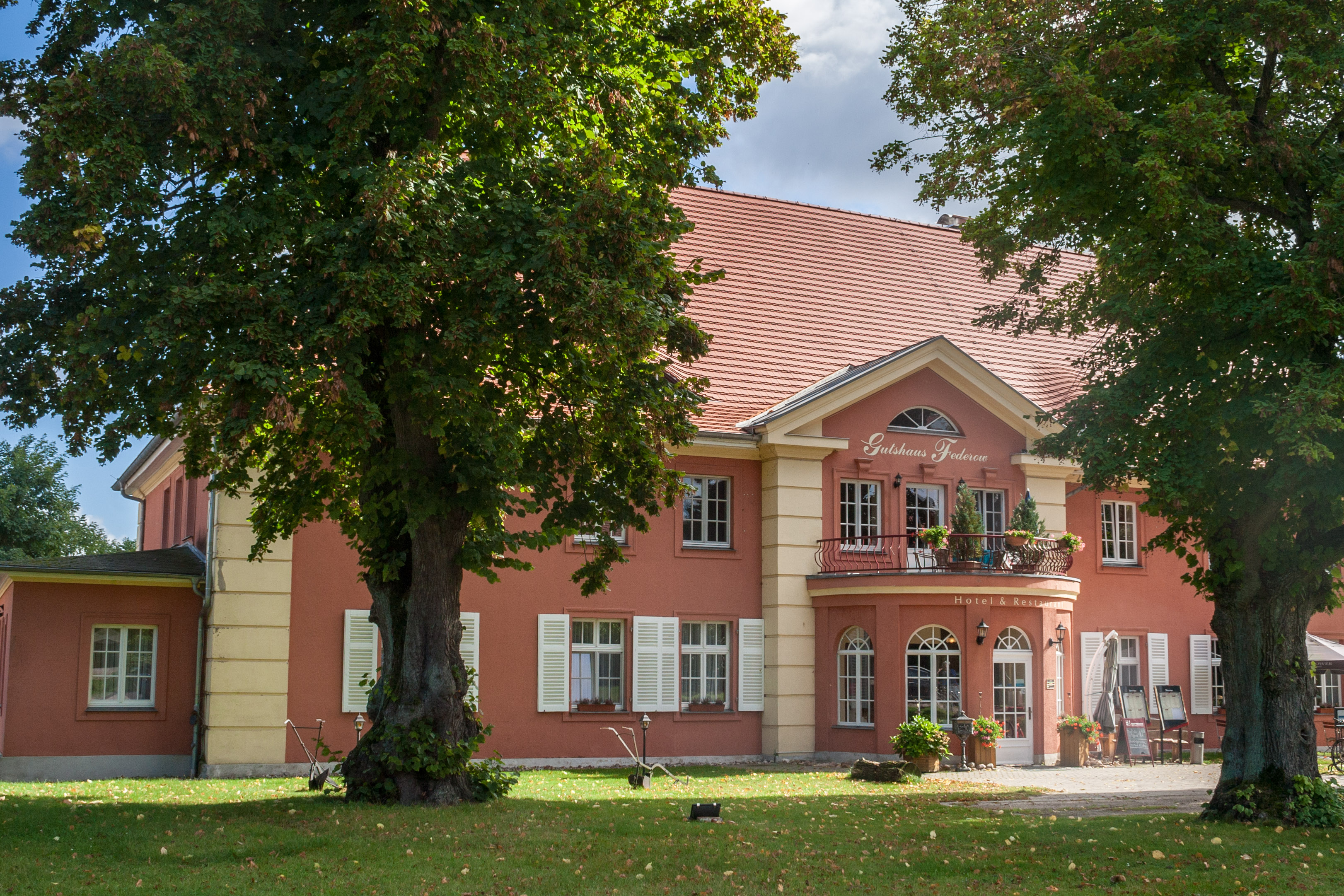
Gutshaus Federow (Hotel)
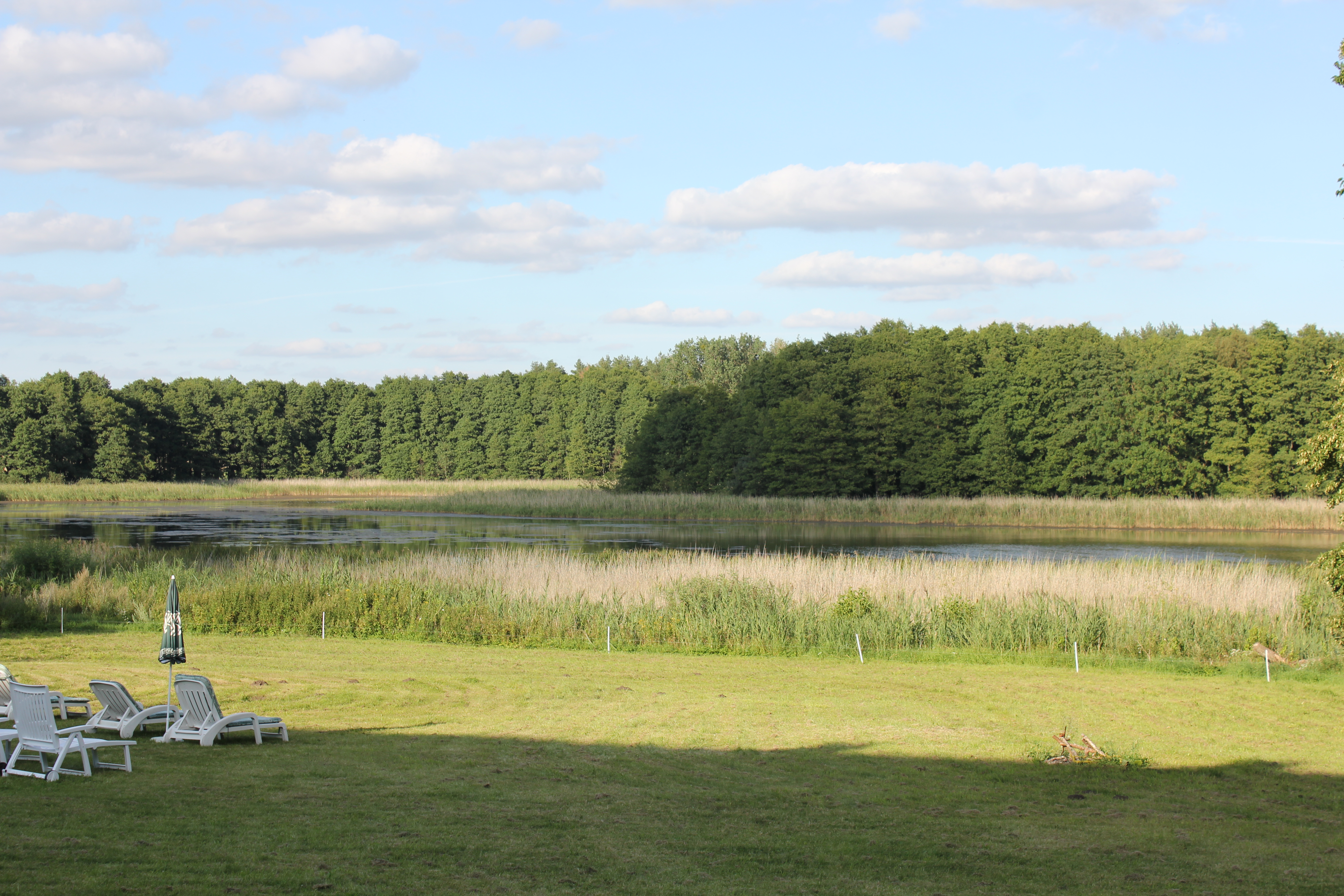
Hofsee (Federow)
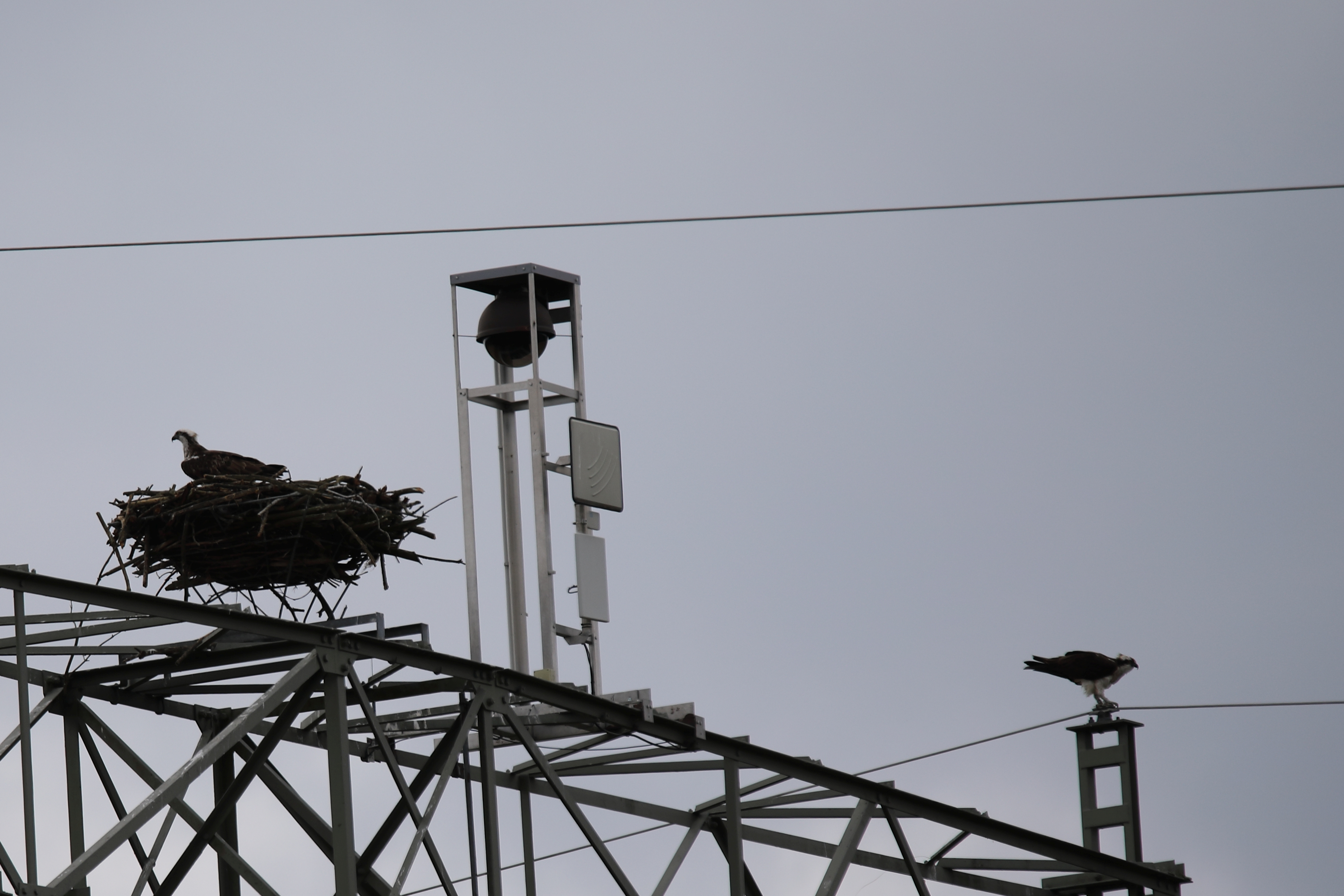
Adlerhorst Fischadler auf Mast
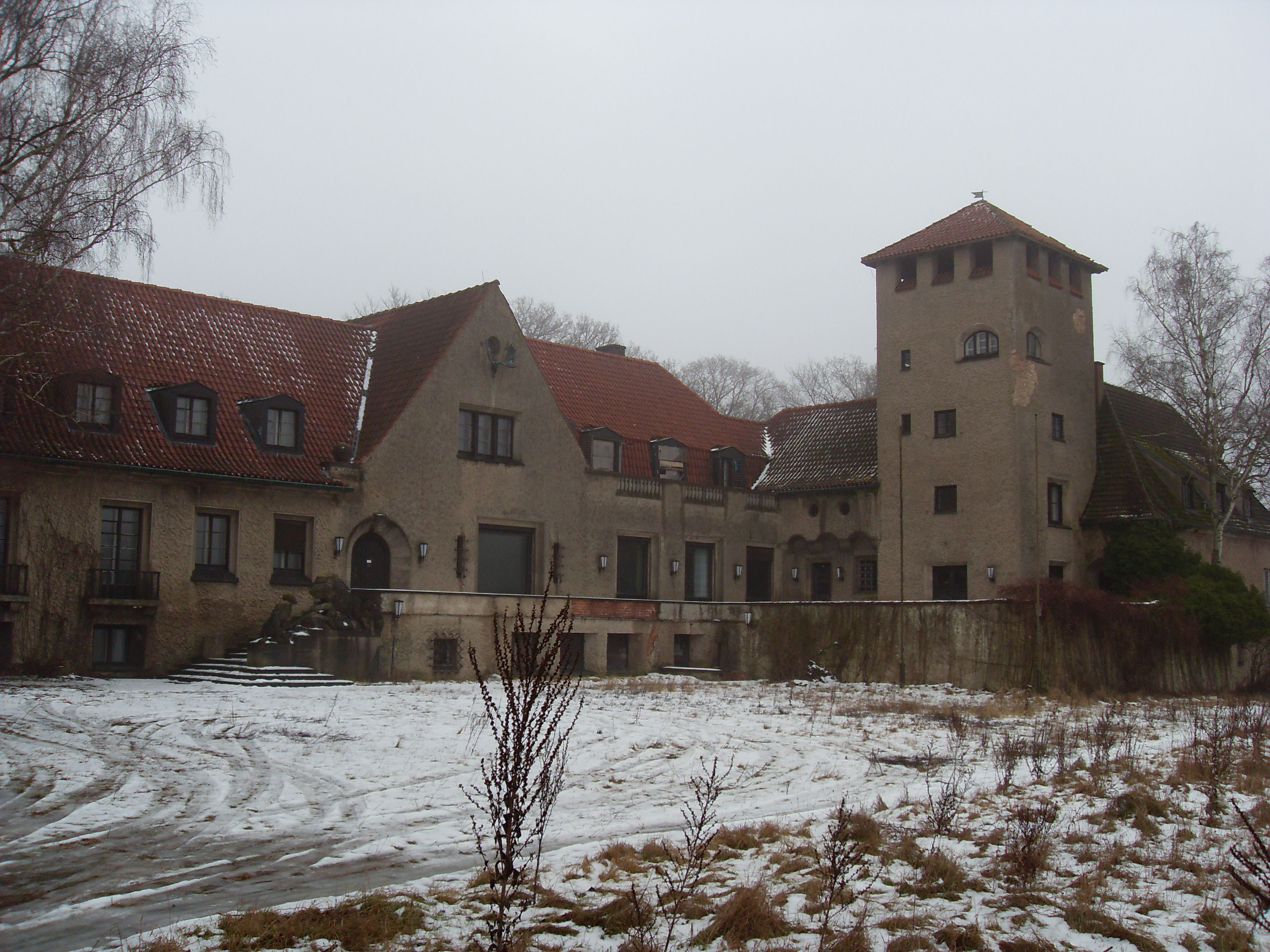
Jagdschloss Speck
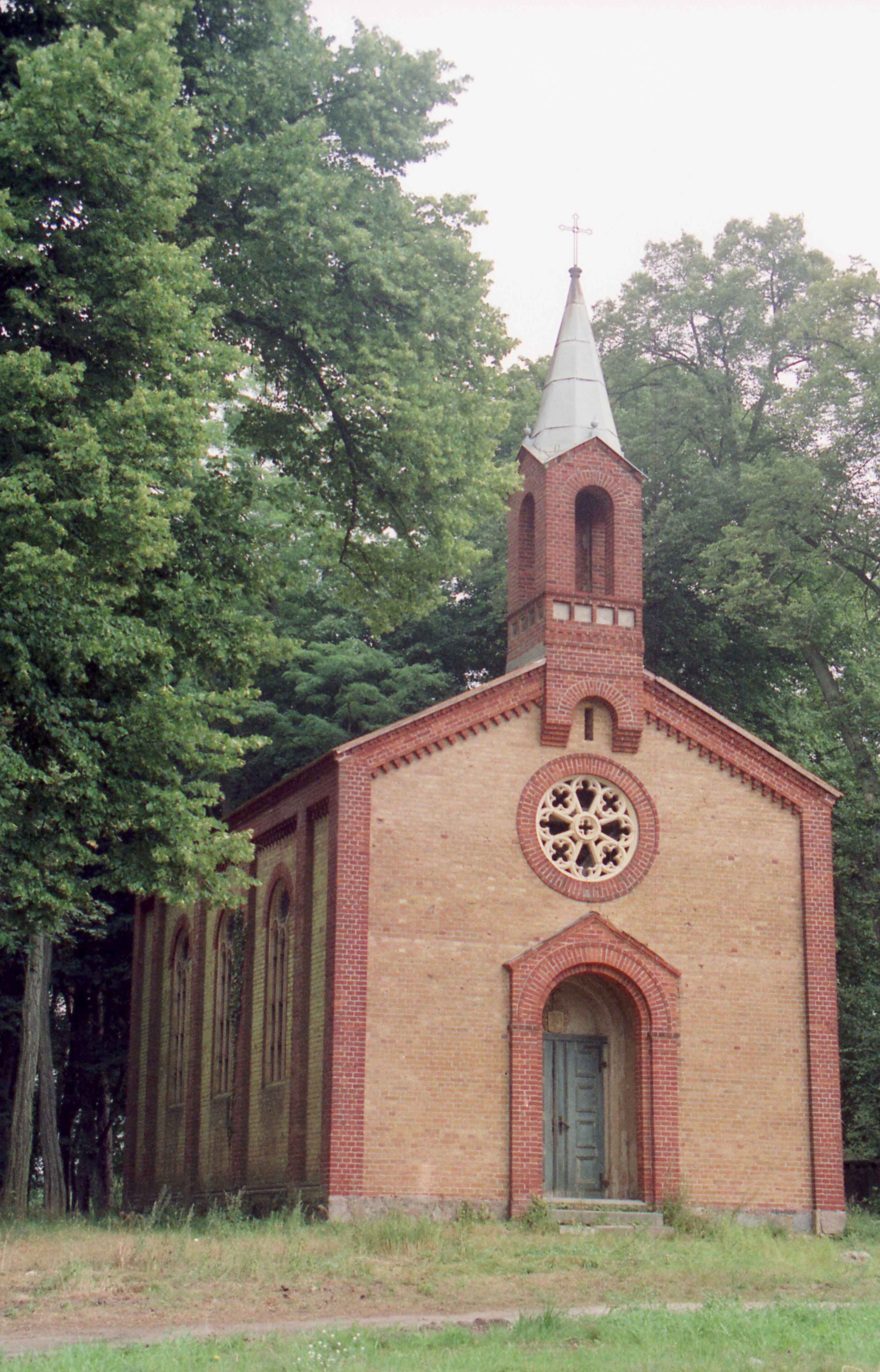
Kirche Speck
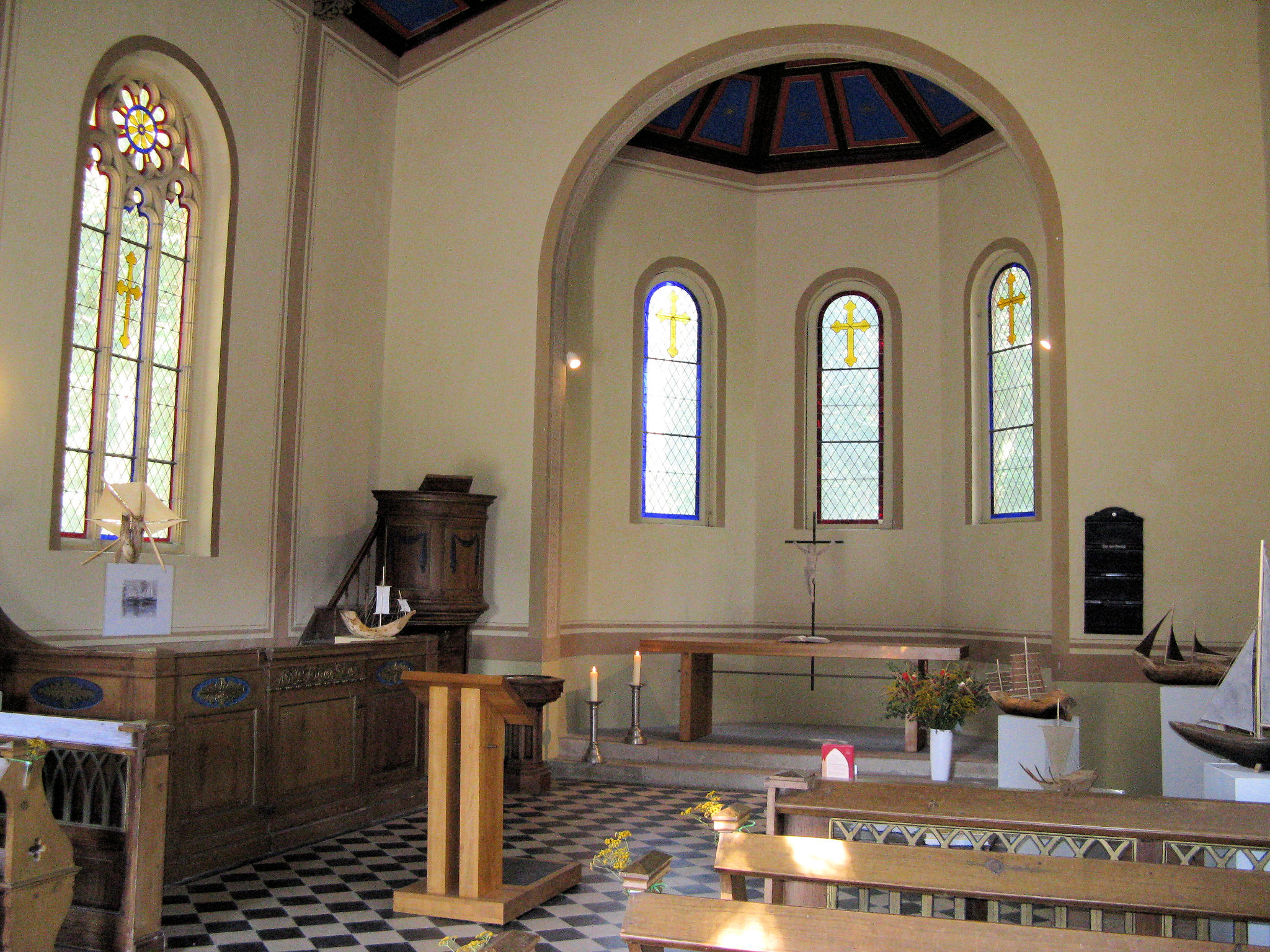
Innenansicht Specker Kirche
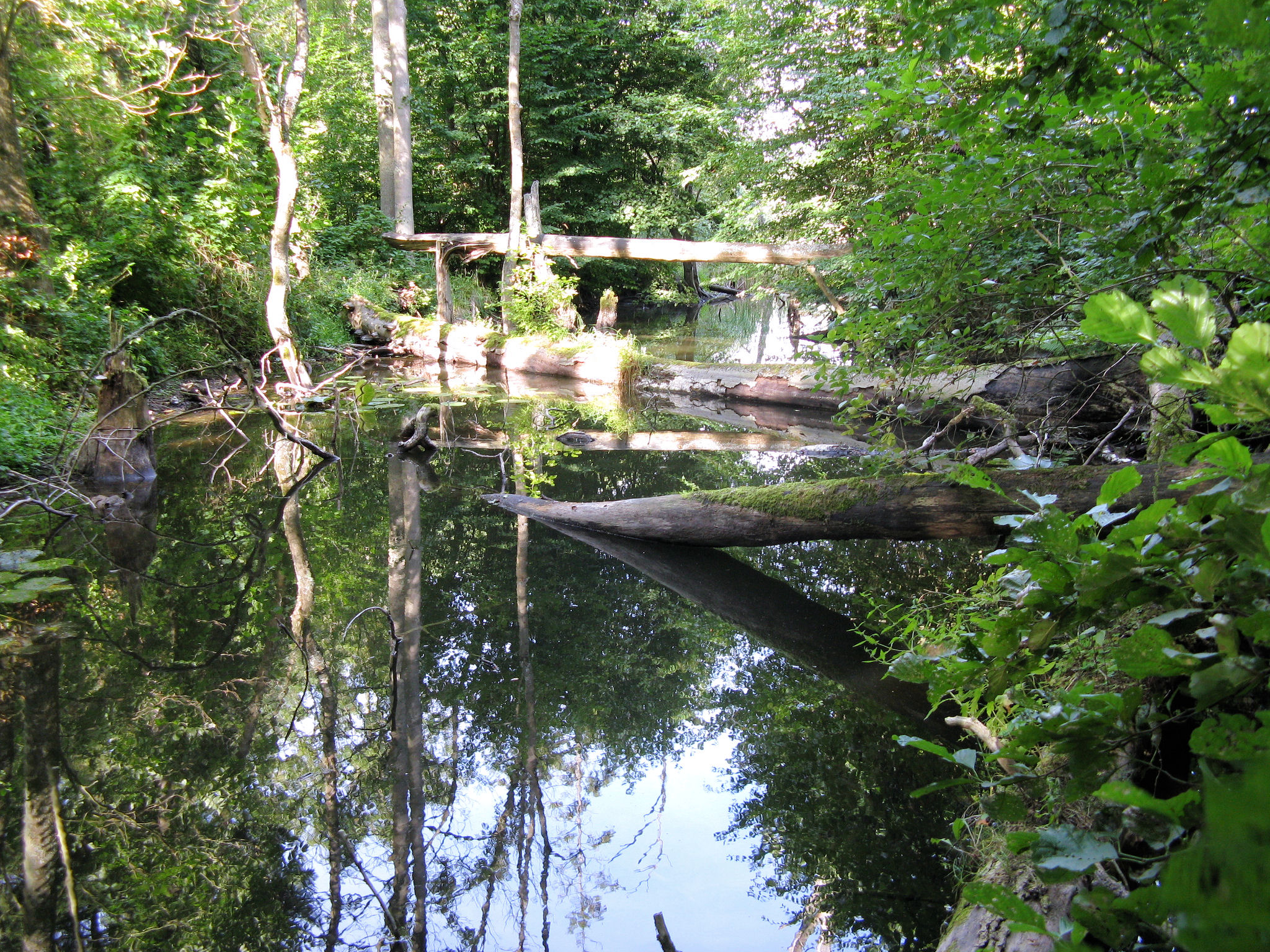
Mühlengraben bei Speck

## Bemerkenswerte alte Bäume

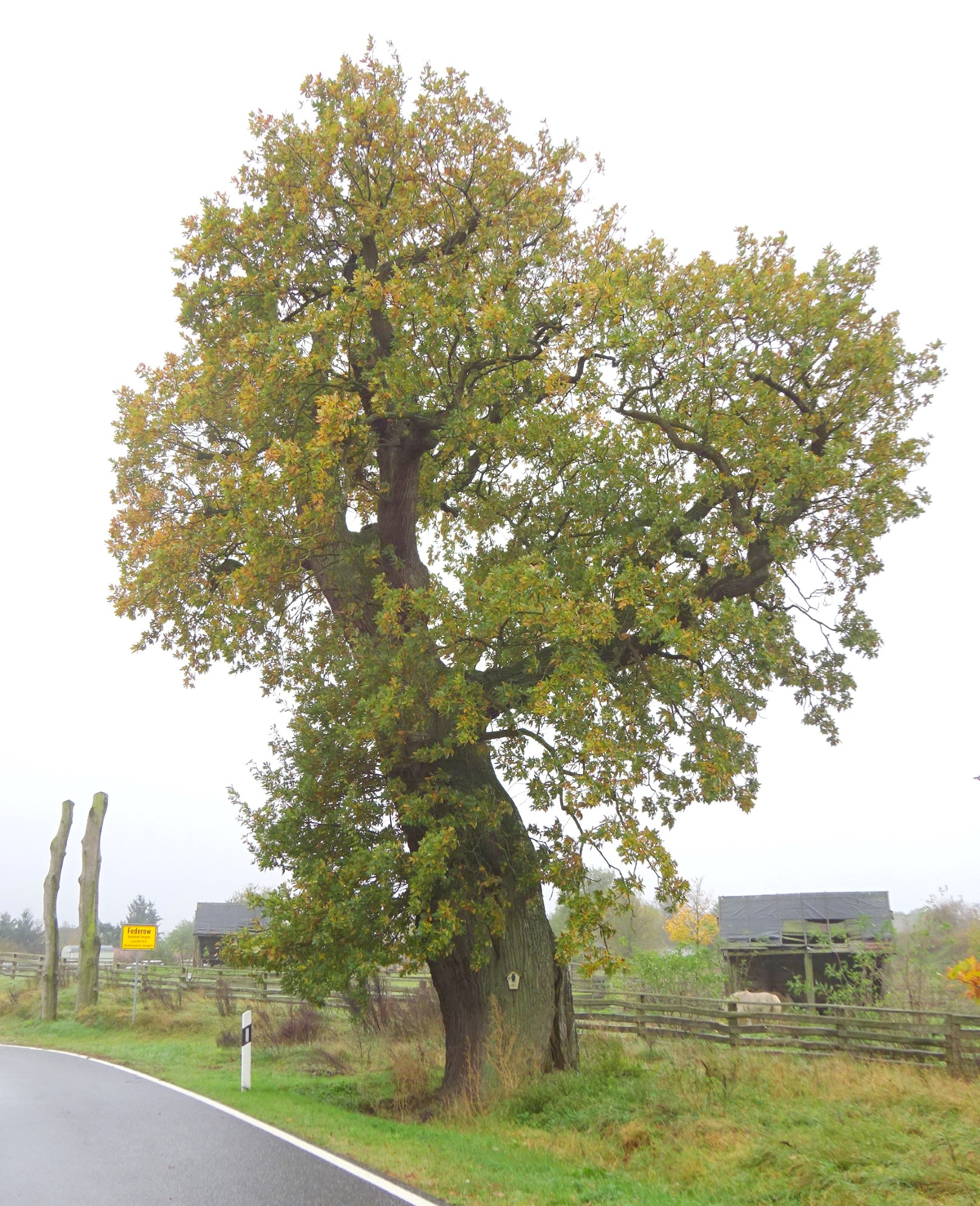
Eiche in Federow
(Naturdenkmal) Die mächtige alte Traubeneiche steht etwas nördlich, außerhalb des Orts, direkt an der Straße nach Waren.
Der auf freiem Feld stehende Einzelbaum hat ein geschätztes Alter von 500 Jahren. Sein unten offener und im Inneren teilweise morscher Stamm hatte bei einer Messung 2014 einen Umfang von 5,91 m. Die schräg gewachsene Eiche trägt eine ungleichmäßige Krone und erreicht eine Höhe von 18 m.
Ulme in Federow
Die knorrige Flatterulme steht auf der anderen Seite Federows am südlichen Ortsrand, ebenfalls direkt an der Hauptstraße. Ihr Alter wird mit 150 Jahren angegeben. Besonders macht diesen Baum sein skurril gefurchter, gedrungener, kurzer Grundstamm der auf einer ausladenden Wurzelbasis (Brettwurzel) steht. Der 2014 gemessene Stammumfang beträgt 3,85 m. Die Baumhöhe 15 m.
Eiche am Krummen See
Sie steht am Seeufer des „Krummen Sees“ bei Federow, im Uferwäldchen am Ende des Feldwegs der zum See führt.
Die sehr vitale, 450–550 Jahre alte Traubeneiche hat eine volle, sehr weit ausladende Krone. Ihr Stammumfang beträgt 5,2 m (1994) und ihre Höhe 25 m.

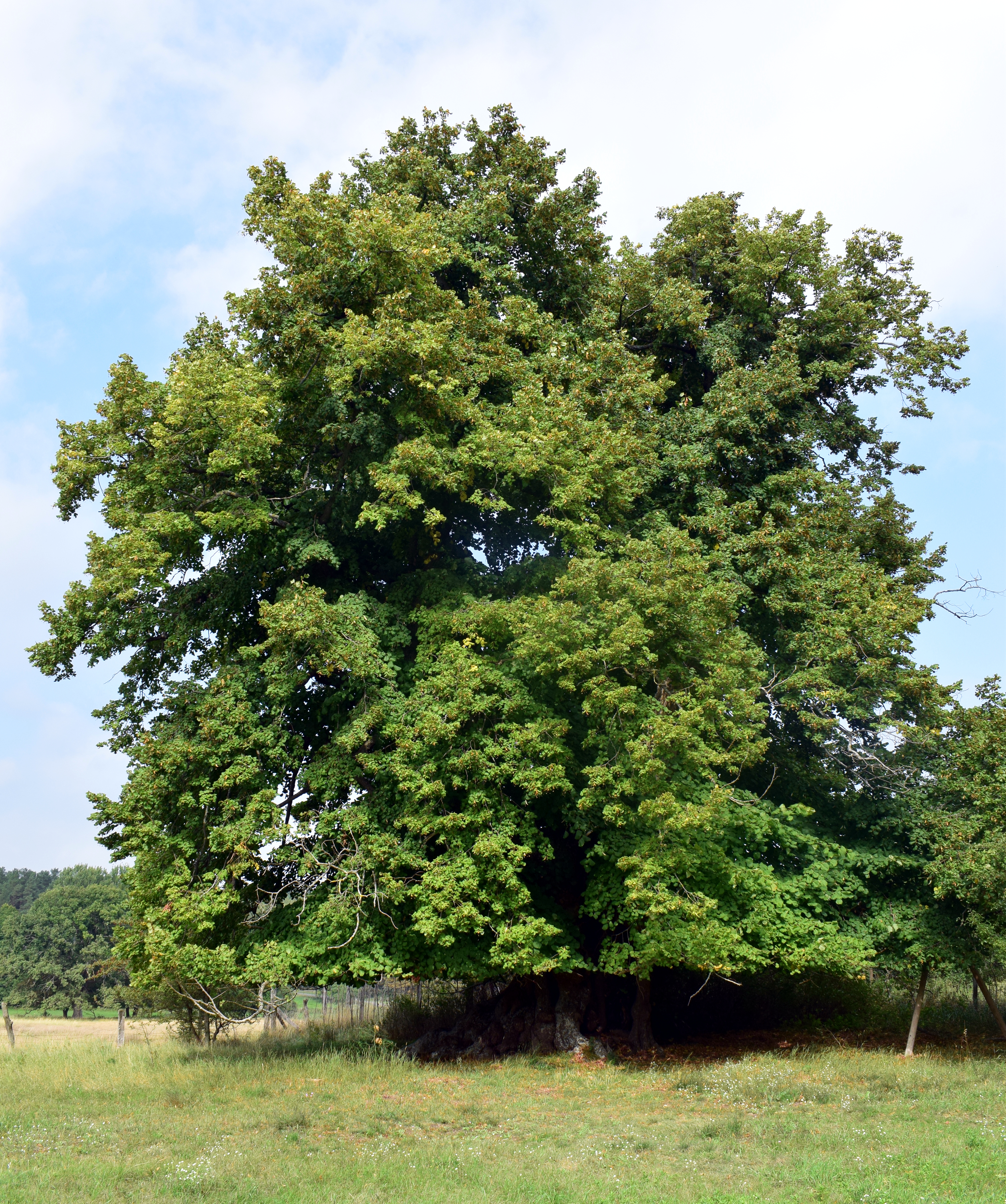
Dorflinde in Speck

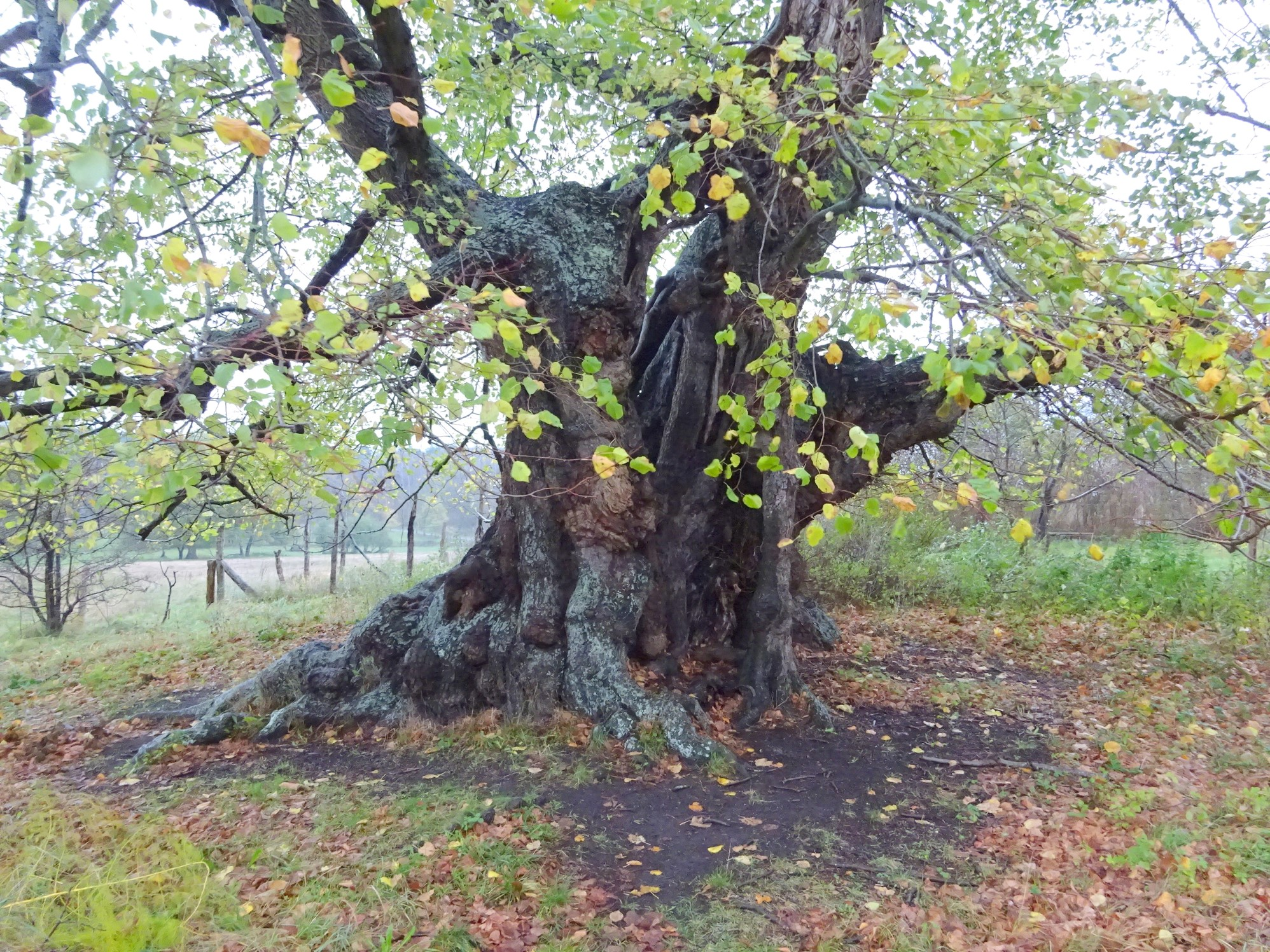
Stamm der Dorflinde

(Naturdenkmal) Die alte Specker Dorflinde steht etwas westlich vom Gutshof auf freiem Feld. Das Alter der in die Liste markanter und alter Baumexemplare in Deutschland eingetragenen Winterlinde wird mit 500–800 Jahren angegeben. Der gewaltige Stamm des imposanten Baumveteranen ist im Inneren teilweise hohl und die Außenhülle an vielen Stellen weit offen. Er sieht aus, als wären mehrere Bäume zu einem zusammengewachsen. Schon in geringer Höhe verzweigt sich der Stamm in eine tiefangesetzte, breite Krone aus schräg aufragenden Starkästen. Ein tiefer, dicker Ast wächst jedoch waagrecht aus dem Stammende und wird gestützt. Die Linde hatte 2014 einen gemessenen Brusthöhenumfang von 9,5 m und eine Höhe von 15 m.
Eiche im Specker Schlosspark
(Naturdenkmal) Die ebenfalls denkmalgeschützte Specker Parkeiche steht auf Privatgelände im früheren Park des Jagdschlosses Speck. Das Alter der märchenhaft anmutenden Stieleiche wird mit 500–600 Jahren angegeben. Von den schon tief am Baum ausgehende Starkästen ist sichtbar einer am Stamm abgebrochen. Der Baum hatte 2016 einen Brusthöhenumfang von 7,38 m und eine Höhe von 18 m.
Altkiefern Alte Glashütte
Die Baumgruppe aus 30 mächtigen, alten Kiefern steht am „Fischerberg“, am Ortseingang von Speck. Die markanten Schwarzkiefern umstehen den Platz, an dem sich bis 1850 die Gebäude der Specker Glashütte befanden. Es handelt sich um starkastige Einzelbäume die im losen Verbund zueinander stehen. Auch mehrstämmige Exemplare finden sich darunter. Ihr Alter wird auf 200–250 Jahre geschätzt. Der dickste der Bäume hat einen Stammumfang von 3,3 m, der höchste erreicht die Höhe von 25 m.
„Korkenziehereiche“
(Naturdenkmal) Drehwüchsige alte Huteeiche auf einem Hügel südöstlich von Speck. Sie ist Teil einer Gruppe von drei Traubeneichen mit ähnlich gewundenem Wuchs. Die „Haupteiche“, wird auf ein Alter von 450–550 geschätzt. Die anderen beiden kommen vermutlich auf ein vergleichbares Alter. Der Umfang der großen Eiche wurde 2014 mit 5,3 m gemessen, bei einer Höhe von 20 m. Für die zwei anderen Baumveteranen liegen keine Maße vor.
Huteeichen an der Brache

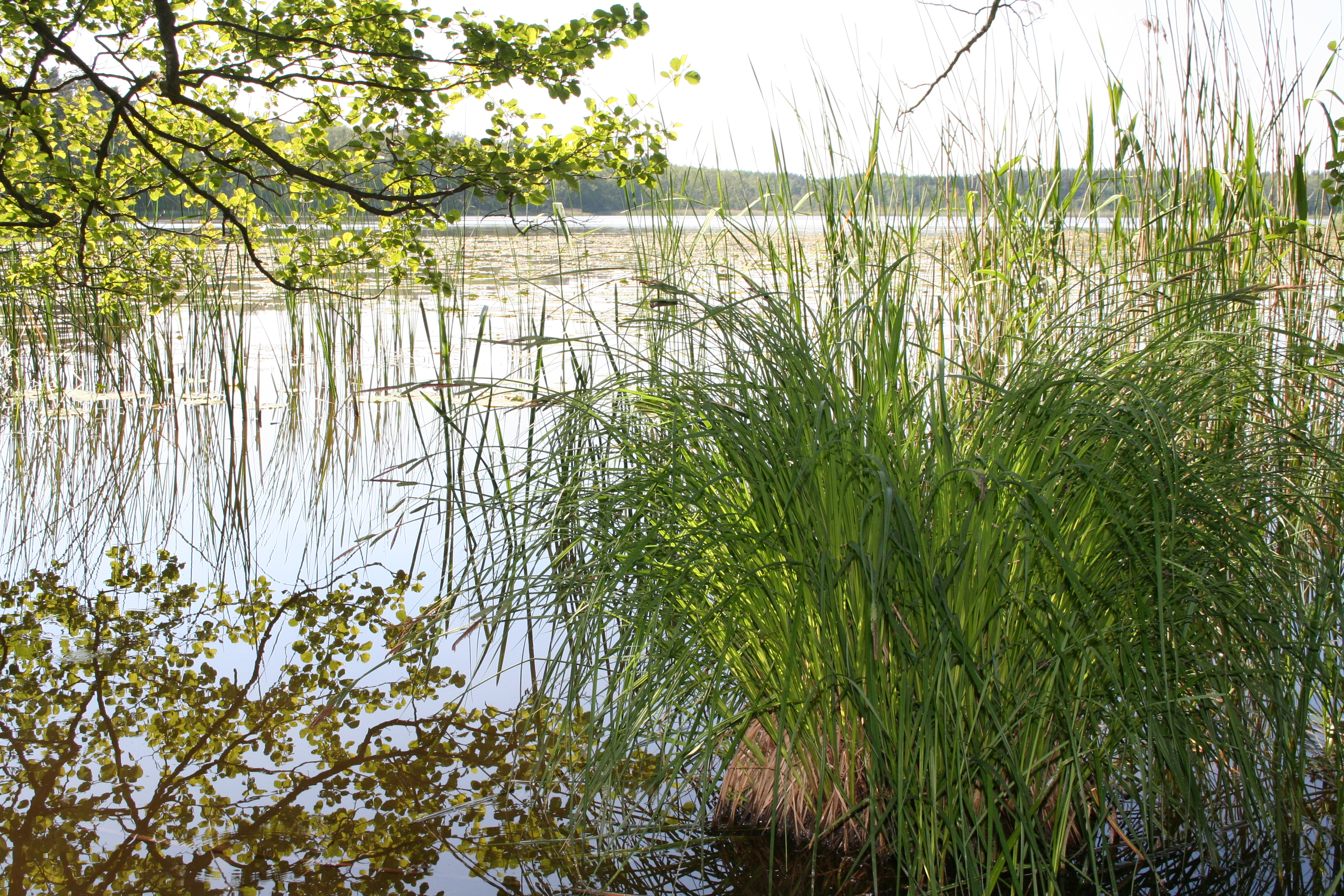
Priesterbäker See

Baumgruppe aus vier alten Huteeichen. Sie stehen an der kleinen Brache – einem Wildacker – im Wald südlich von Speck, unweit des Priesterbäker Sees. Der Baumschützer und Forstwissenschaftler Hans Joachim Fröhlich beschrieb sie 1994 im Buch „Wege zu alten Bäumen“ als: Vier Huteeichen im Specker Park. Volle Kronen, sehr unterschiedliche Verzweigung. Die dickste der vier Eichen hatte noch im Jahr 2000 einen Stammumfang von 6,20 m, das Alter wurde bei Fröhlich mit 300–400 Jahren angegeben. Inzwischen haben die vier Baumveteranen jedoch sehr gelitten; Starkäste und Stammteile sind abgebrochen.
700-jährige Stieleiche
(Naturdenkmal) Die sogenannte „Nesteiche“ steht an der Waldstraße/Radweg von Speck nach Zartwitz, im Wald nahe der Brache mit den 4 Huteeichen. Laut angebrachtem Schild soll diese, ebenfalls als Hutebaum bezeichnete, Stieleiche über 700 Jahre alt sein. Baumkundler taxieren sie hingegen auf ein Alter zwischen 350 und 500 Jahren. Auf einer Fotografie von 2013 zeigt sie noch eine stattliche, nach oben gefächerte Krone, jedoch ist dem Baum sein Alter schon deutlich anzusehen, viele Äste sind abgebrochen, die Rinde ist aufgeplatzt und die Eiche macht insgesamt einen kranken Eindruck. Eine Messung im Jahr 2014 ergab einen Brusthöhenumfang von 5,8 m und eine Höhe von 20 m.

## Infrastruktur
Kargow liegt drei Kilometer von der Bundesstraße 192 (Waren (Müritz) – Neubrandenburg) entfernt. Landstraßen verbinden die Ortsteile miteinander (der südliche Ortsteil Speck ist ca. 12 km vom Dorf Kargow entfernt). Der Bahnhof liegt zwischen den Ortsteilen Kargow und Federow an der Bahnstrecke Neustrelitz–Warnemünde (Lloydbahn), 29,48 Bahnkilometer nördlich von Neustrelitz. An diesem Bahnhof halten seit September 2011 keine Personenzüge mehr. Tägliche Verbindungen nach Waren bestehen mit Regionalbussen der Personenverkehr Müritz GmbH.
Der Radweg Berlin-Kopenhagen verläuft durch die Gemeinde.